# Kim Do-yeon
Đây là một tên người Triều Tiên, họ là Kim.
Kim Do-yeon (tiếng Hàn: 김도연, Hanja: 金都妍, Hán-Việt: Kim Đô Nghiên, sinh ngày 4 tháng 12 năm 1999), là một nữ ca sĩ người Hàn Quốc. Cô là thành viên của nhóm nhạc nữ Weki Meki trực thuộc công ty Fantagio Music và là cựu thành viên của nhóm nhạc nữ I.O.I.
Cô được biết tới vì đứng thứ 8 chung cuộc trong cuộc thi sống còn của đài Mnet - Produce 101, chương trình tuyển chọn 11 thành viên cho nhóm nhạc nữ quốc dân với tên gọi I.O.I hoạt động trong vòng 10 tháng.
Sau khi I.O.I tan rã, Doyeon và thành viên cùng công ty Yoojung được Fantagio (công ty quản lý của cả 2) đưa đến Mỹ để học thêm về thanh nhạc và trở lại Hàn Quốc để ra mắt cùng với nhóm nhạc nữ mới của công ty vào giữa năm 2017.

## Tiểu sử
Kim Do-yeon sinh ngày 4 tháng 12 năm 1999 tại Wonju, Hàn Quốc. Cô tốt nghiệp Trường Trung học Biểu diễn Nghệ thuật Seoul vào tháng 2 năm 2018. Cô là người bạn thân nhất của Yoojung Weki Meki

## Sự nghiệp

### 2016: Tham gia Produce 101
Doyeon tham gia chương trình thực tế sống còn của Đài truyền hình Mnet là Produce 101 cùng với thực tập sinh cùng công ty là Choi Yoo-jung, Lee So-min... Doyeon được các huấn luyện viên đánh giá cao về tài năng và nhan sắc.

### 2016-2017: Ra mắt cùng với I.O.I
Trong tập cuối của Produce 101, Doyeon xếp thứ 8 chung cuộc, đồng nghĩa với việc cô sẽ là thành viên của nhóm nhạc dự án hoạt động trong vòng 10 tháng có tên là I.O.I. Doyeon đảm nhận vị trí hát phụ và visual của nhóm.

### 5/2017 - nay: Ra mắt cùng với Weki Meki
Sau khi I.O.I tan rã vào ngày 30 tháng 1 năm 2017, Doyeon được công ty chủ quản Fantagio Music đưa đi Mỹ để học thêm về thanh nhạc (cùng với Choi Yoo-jung). Doyeon và Yoojung được Fantagio Music thông báo sẽ là thành viên của nhóm nhạc mới có tên Weki Meki do chính Fantagio thành lập và quản lý.
Quảng bá với WJMK
Ngày 1 tháng 6, Doyeon cùng với Yoojung (Weki Meki), Luda, SeolA (WJSN) ra mắt ca khúc Strong. Bài hát nhằm quảng cáo Pepsi.